# Endroedianibe bozzolai
Endroedianibe bozzolai är en skalbaggsart som beskrevs av Fortuné Chalumeau 1981. Endroedianibe bozzolai ingår i släktet Endroedianibe och familjen Dynastidae. Inga underarter finns listade i Catalogue of Life.